# Château de Vincennes
Château de Vincennes är en tunnelbanestation i Paris tunnelbana som öppnades 1934. Det är den östra slutstationen på linje 1. Stationen ligger på gränsen mellan Vincennes och Bois de Vincennes.

## Galleri

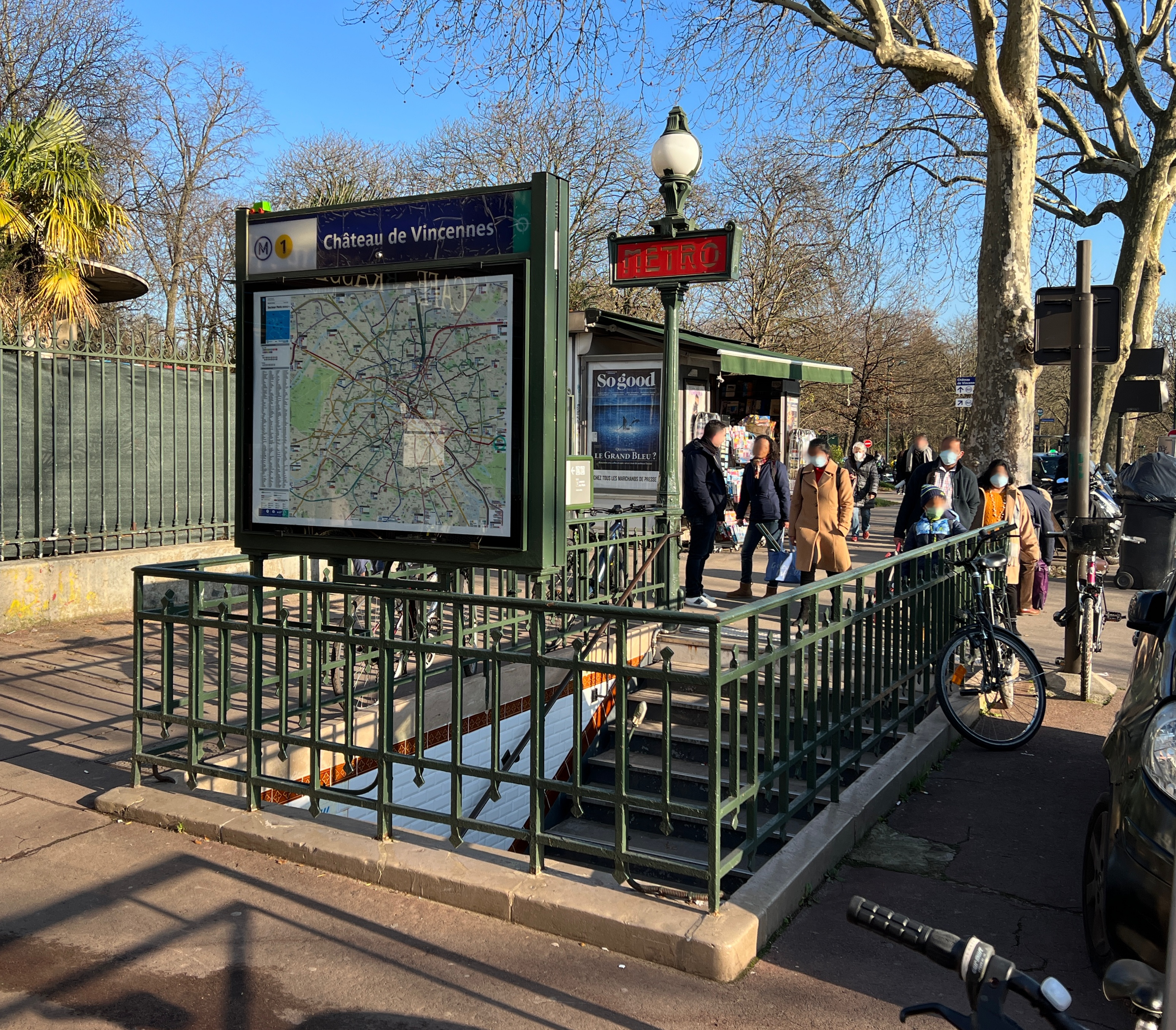
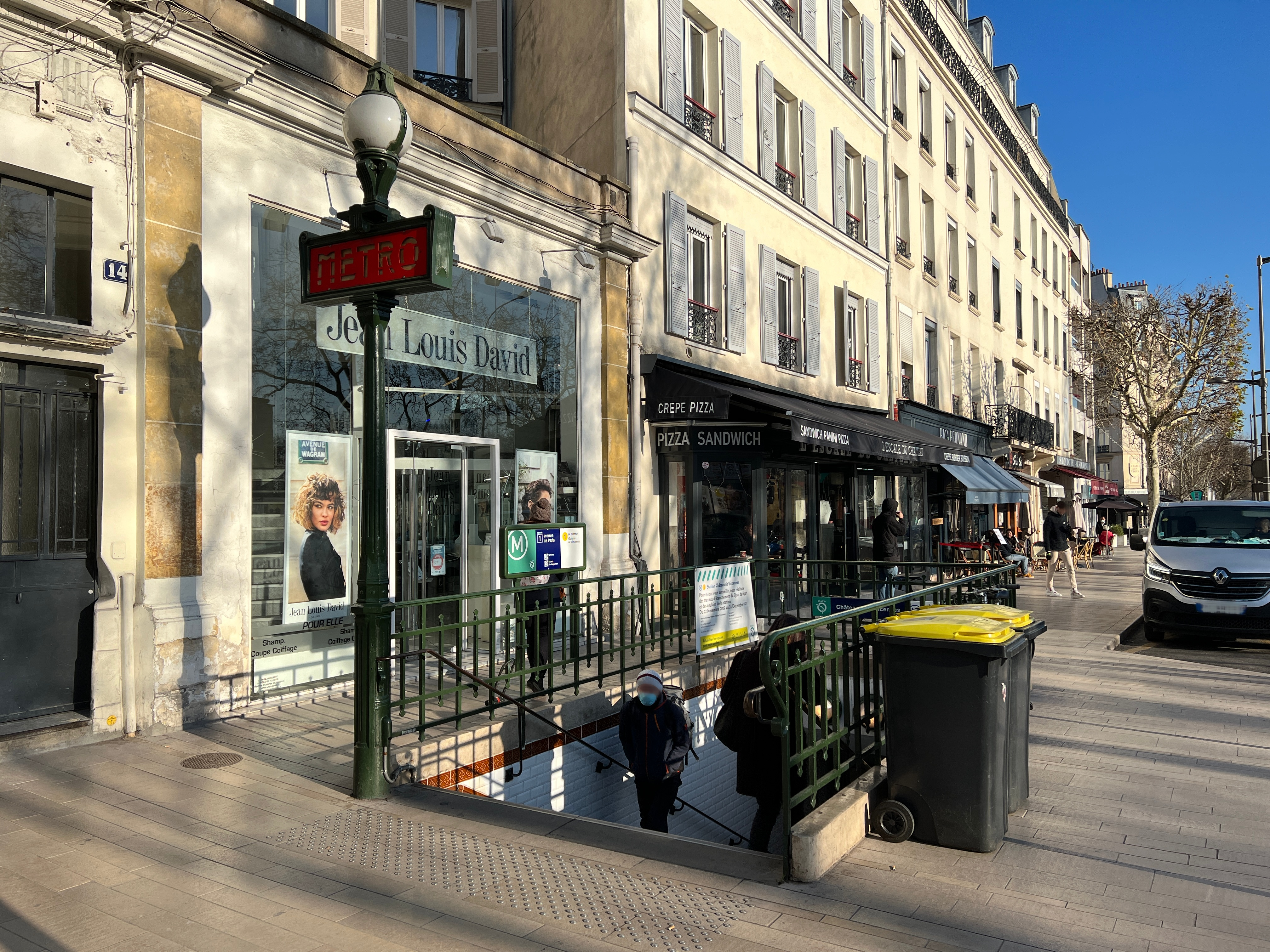
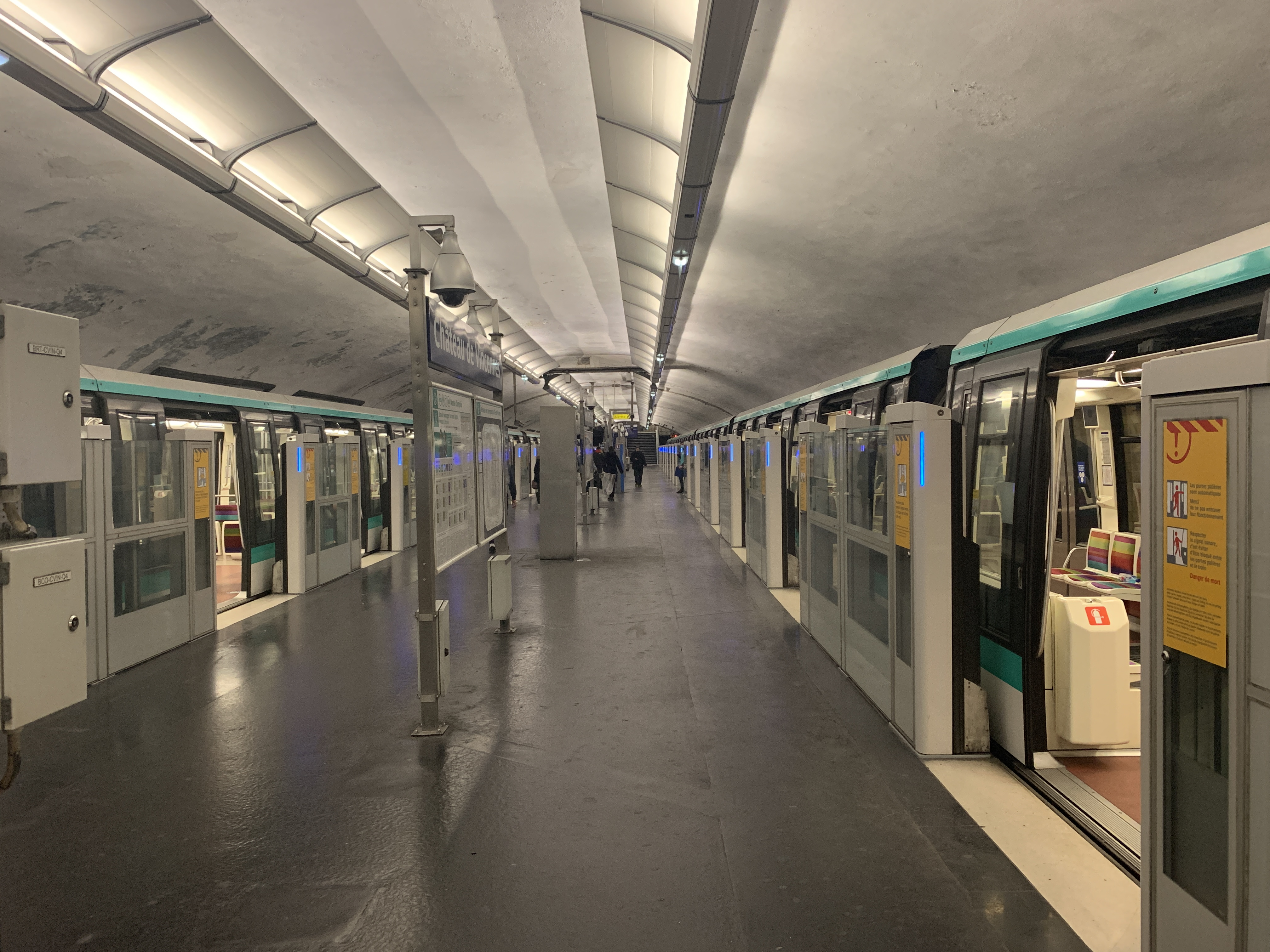
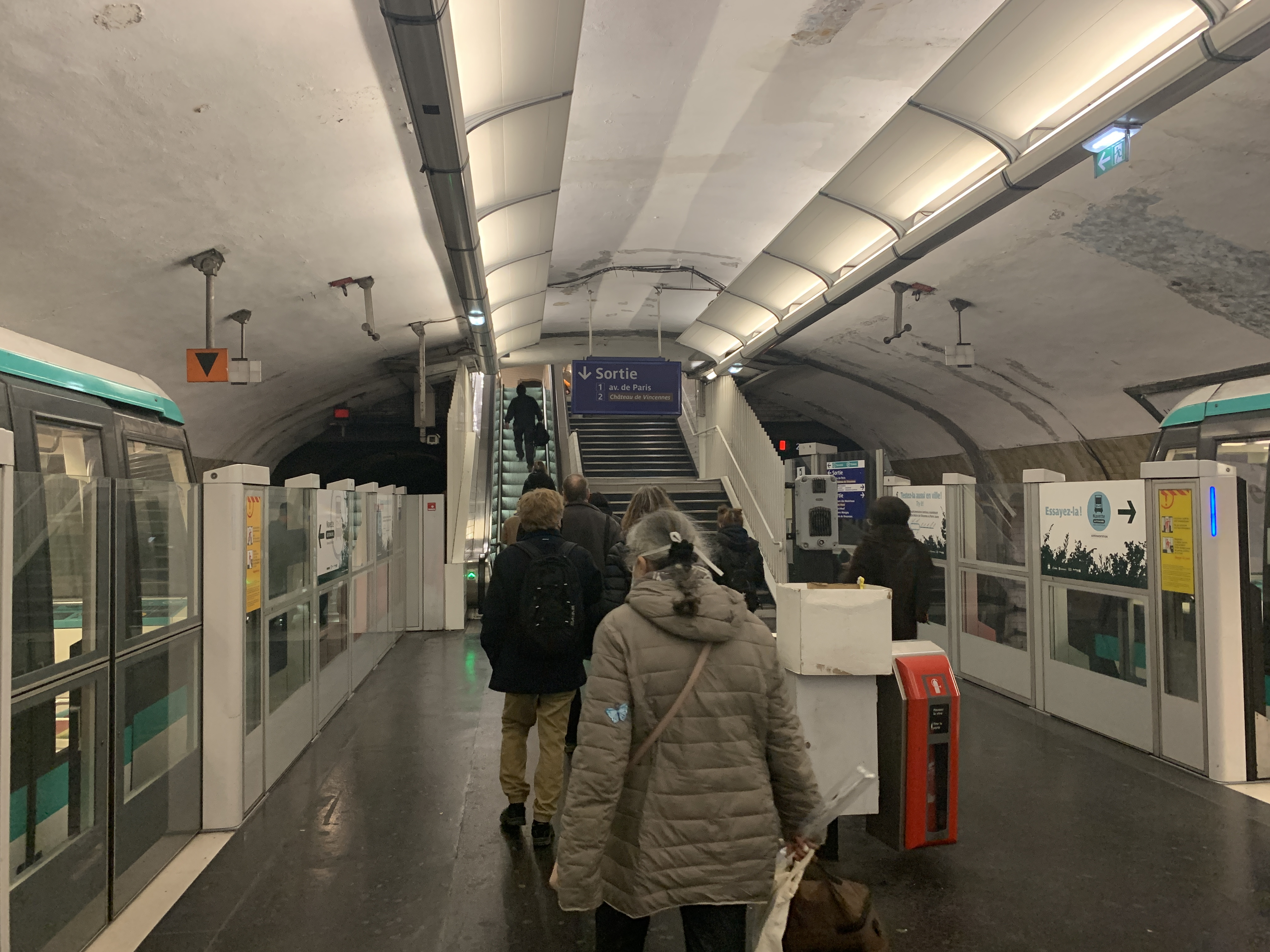